# Wendelinuskapelle (Waldfenster)

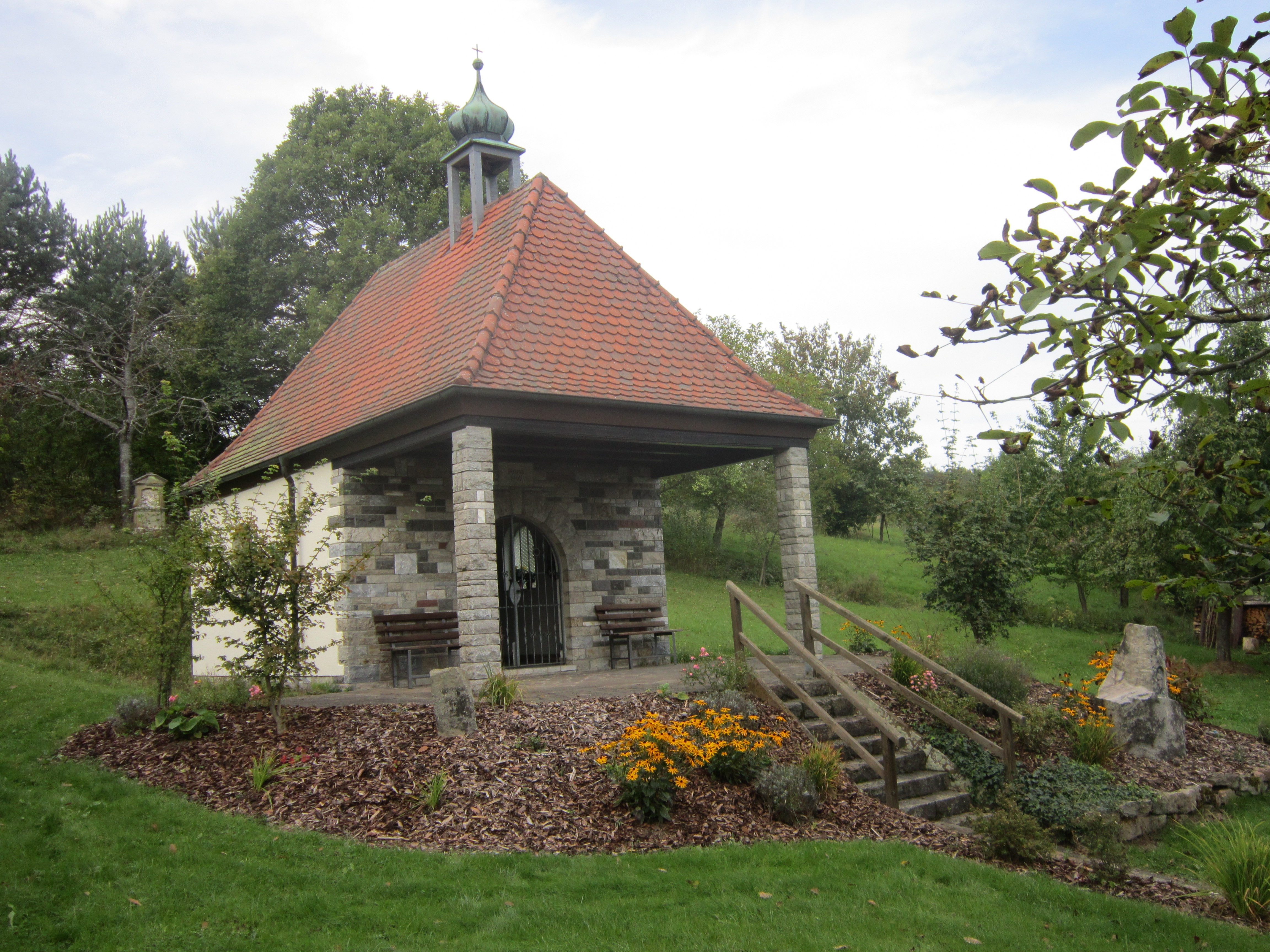
Die Wendelinuskapelle von Waldfenster

Die Wendelinuskapelle befindet sich am Schulzengrund im Nordwesten von Waldfenster, einem Ortsteil des unterfränkischen Markt Burkardroth im bayerischen Landkreis Bad Kissingen.
Die Kapelle ist dem hl. Wendelin geweiht.

## Geschichte

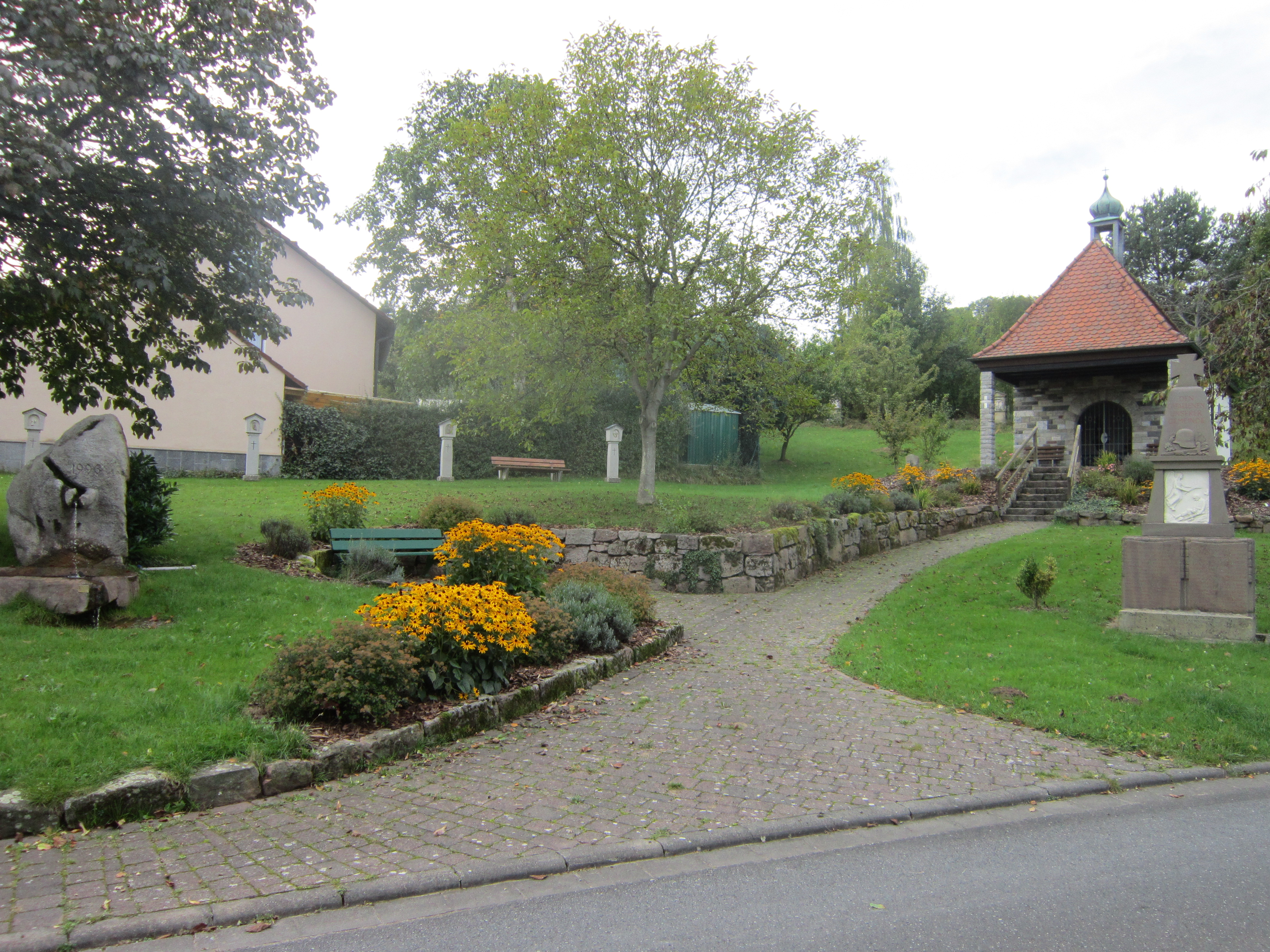
Wendelinuskapelle (2014)

Die Wendelinuskapelle wurde im Jahr 1965 unter Anleitung des Waldfensterers Adolf Schlereth von Bürgern des Ortes errichtet und ersetzte eine weiter unten im Dorf, am Kreuz, befindliche alte Kreuzwegkapelle, die wegen Baufälligkeit abgerissen wurde. Von dieser 1904 entstandenen Kreuzwegkapelle stammen die Kreuzwegstationen, die sich um die Wendelinuskapelle herum befinden.
Der im Jahr 1904 von der Familie Schlereth gestiftete und möglicherweise vom Bad Kissinger Bildhauer Valentin Weidner geschaffene Kreuzweg befindet sich inzwischen in Privatbesitz. Nachdem einige schadhafte Stationen in der Schule gelagert wurden und inzwischen verschollen sind, besteht der Kreuzweg inzwischen aus nur noch sechs Stationen.
An der Kapelle befinden sich ferner Fünf-Wunden-Stationen.
Die heutige, von Franz Kübert und seiner Ehefrau Maria Schlereth gestiftete Kapelle wurde im Jahr 1965 von Ortspfarrer Hornung gesegnet. In diesem Zusammenhang segnete Pfarrer Hornung ebenfalls das restaurierte Kreuz; ebenfalls wurde als Zeitkapsel eine Kupferrolle in den Altarstein eingebracht, die an den Erbauer Adolf Schlereth und seine Familie erinnert. Zur Zeit der Einweihung der Kapelle war am Standort der Kapelle eine Kriegergedächtnisstätte geplant.
Im Inneren beherbergt die Kapelle die vor kurzem restaurierten Statuen des hl. Michael, des hl. Josef, des hl. Antonius, des l. Wendelin, der hl. Notburga und der hl. Agnes; einige dieser Skulpturen waren aus der Kreuzwegkapelle übernommen worden. Die Pietà am Altar der Wendelinuskapelle wiederum stammt aus der Waldfensterer Pfarrkirche Mariä Himmelfahrt.
Das vor der Kapelle befindliche Kreuz wurde laut Inschrift im Jahr 1905 gestiftet und im Jahr 2010 renoviert. Der Korpus stammt hierbei von dem Kruzifix der alten Kreuzwegkapelle, wurde im Jahr 1964 abgenommen und im Jahr 1965 an das heutige Kruzifix der Wendelinuskapelle befestigt.
Ein Denkmal vor der Kapelle enthält eine Darstellung des Hl. Wendelinus. Das zur Kapelle gehörende Gefallenendenkmal für die Opfer des Ersten Weltkrieges wurde, wie die Inschrift am Sockel besagt, vom Kriegerverein errichtet. Der zur Anlage gehörende Brunnen stammt aus dem Jahr 1995.
Jährlich finden am 21. Oktober, dem Tag des Hl. Wendelinus, Andachten an der Kapelle statt.